# Paul Lukas
Pour les articles homonymes, voir Lukas.
Paul Lukas est un acteur hongrois né le 26 mai 1894 à Budapest (Autriche-Hongrie, aujourd'hui Hongrie), mort le 15 août 1971 à Tanger (Maroc).

## Biographie

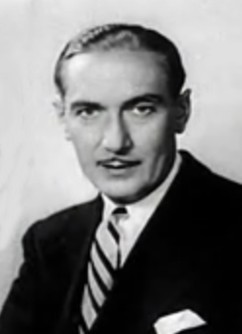
Paul Lukas dans The Casino Murder Case.

Né Pál Lukács à Budapest, il fait ses études à l’Académie royale du Théâtre et des Arts de Budapest, et fait ses débuts au théâtre de Kassa dans l'Est du pays. À la suite d'un début de carrière prometteur en Hongrie, Allemagne et Autriche où il travailla avec Max Reinhardt, il vint à Hollywood en 1927 appelé par Adolph Zukor,. Au début, il jouait d'élégants et charmants coureurs de jupons, mais au fur et à mesure il fut cantonné aux mauvais rôles, incarnant plusieurs fois des nazis,. Parallèlement à sa carrière théâtrale, de décembre 1936 à mai 1938, il triomphe à Broadway avec Ruth Gordon dans la pièce Une maison de poupée de Henrik Ibsen,. En 1933, il fut naturalisé citoyen américain des États-Unis.
Il travailla ardemment dans les années 1930, faisant des apparitions dans des films tels que le mélodrame Rockabye, le policier Grumpy, avec Alfred Hitchcock dans Une femme disparaît, la comédie Quatre Femmes à la recherche du bonheur, et le drame Dodsworth. Il suivit William Powell et Basil Rathbone en jouant dans une série policière, Philo Vance, incarnant un New Yorkais cosmopolite, puis en 1935 dans The Casino Murder Case ; mais son rôle majeur fut en 1943 dans Quand le jour viendra, lorsqu'il reprit le rôle qu'il avait déjà joué au théâtre, d'homme luttant contre les Nazis (il avait déjà joué un rôle semblable en 1941 à Broadway). Il obtint l'oscar du meilleur acteur pour ce rôle, malgré la redoutable concurrence, avec Humphrey Bogart pour Casablanca, Gary Cooper pour Pour qui sonne le glas, Walter Pidgeon pour Madame Curie, et Mickey Rooney pour Et la vie continue. La même année, il fut invité à faire une apparition en tant que star comme personnage éponyme de l'épisode Mr. Markham, Antique Dealer dans la série Suspense.
De nos jours, Paul Lukas est plus connu pour avoir joué le professeur Aronnax dans le film Vingt Mille Lieues sous les mers de 1954, produit par Walt Disney. Cependant, à partir de ce moment, il fut, à l'âge de 63 ans, touché par une maladie causant des troubles de mémoires, ce qui le conduit apparemment à invectiver violemment l'équipe. Son ami hongrois Peter Lorre ne fut pas même épargné.

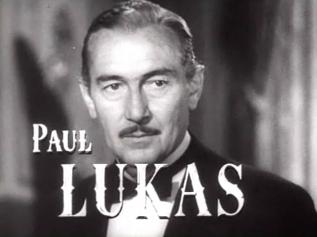
Dans Angoisse.

En 1937, un grave accident de voiture lui laisse des cicatrices sur le visage que l'on devine malgré le maquillage dans tous ses films ultérieurs.
Dans les années 1940 Lukas fut un membre de la charte de la Motion Picture Alliance for the Preservation of American Ideals, un groupe conservateur s'opposant fermement à l'éventuelle influence communiste dans Hollywood.
Pour la fin de sa carrière, il quitta Hollywood pour travailler dans la télévision. Son seul rôle chantant (bien qu'on l'entende chanter un air de Tchaïkovski en 1933 dans Les Quatre Filles du docteur March, montrant sa voix agréable) fut celui de Cosmo Constantine en 1950 pour Call me Madam, de Irving Berlin, faisant opposition à Ethel Merman.
Il meurt d'une crise cardiaque le 15 août 1971 à Tanger, au Maroc, tandis qu'il cherchait un lieu où finir sa vie.
Lukas a une étoile sur la Walk of Fame au 6841 Hollywood Boulevard.

## Filmographie
- 1918 : A Sphynx de Béla Balogh
- 1920 : Masamód de László Márkus

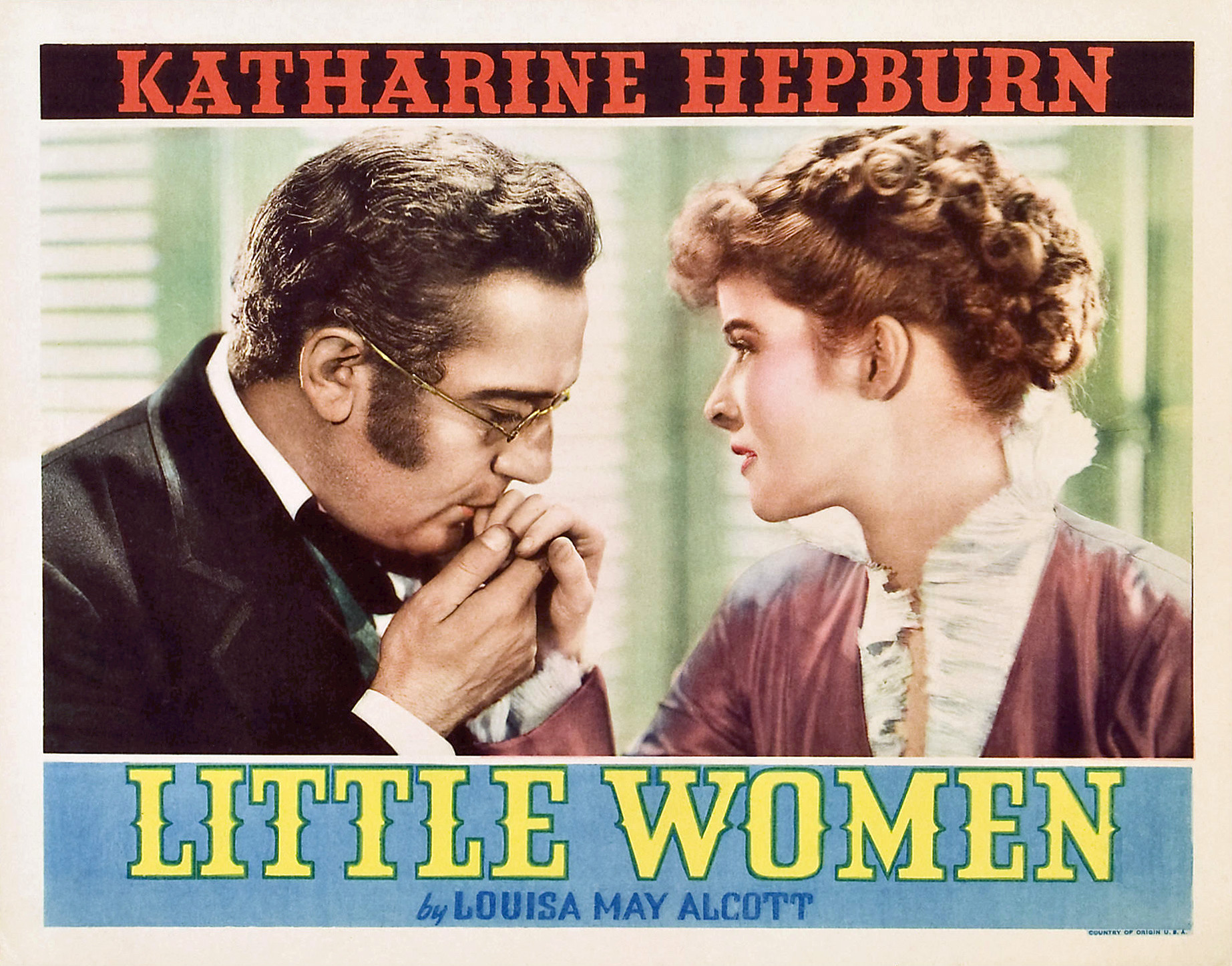
Dans Les Quatre filles du docteur March avec Katharine Hepburn en 1933.

- 1922 : Samson und Delila d'Alexander Korda : Ettore Ricco, ténor
- 1922 : Die Tragödie eines verschollenen Fürstensohnes d'Alexander Korda
- 1923 : Egyhuszasos lány, Az d'Uwe Jens Krafft
- 1923 : Das unbekannte Morgen d'Alexander Korda
- 1924 : Fiúnak a fele, Egy de Géza von Bolváry
- 1928 : Le Masque de cuir (Two Lovers) de Fred Niblo : Don Ramon de Linea
- 1928 : Les Trois Coupables (Three Sinners) de Rowland V. Lee : comte Dietrich Wallentin
- 1928 : Hot News de Clarence G. Badger : James Clayton
- 1928 : Amours d'artiste (Loves of an Actress) de Rowland V. Lee : Dr Durande
- 1928 : Night Watch d'Alexander Korda : capitaine Corlaix
- 1928 : La Femme de Moscou (The Woman from Moscow) de Ludwig Berger : Vladimir
- 1928 : Manhattan Cocktail de Dorothy Arzner : Boris Renov
- 1928 : Le Rêve immolé (The Shopworn Angel) de Richard Wallace : Bailey
- 1929 : The Wolf of Wall Street de Rowland V. Lee : David Tyler
- 1929 : Illusion de Lothar Mendes : comte Fortuny
- 1929 : Les Voltigeurs de l'espace (Half Way to Heaven) de George Abbott : Nick
- 1930 : Sous le maquillage (Behind the Make-Up) de Robert Milton : Boris
- 1930 : Slightly Scarlet de Louis Gasnier et Edwin H. Knopf  : Malatroff
- 1930 : Young Eagles de William A. Wellman : Von Baden
- 1930 : The Benson Murder Case de Frank Tuttle : Adolph Mohler
- 1930 : The Devil's Holiday d'Edmund Goulding : Dr Reynolds
- 1930 : Grumpy de George Cukor et Cyril Gardner : Berci
- 1930 : Anybody's Woman de Dorothy Arzner : Gustave Saxon
- 1930 : The Right to Love de Richard Wallace : Eric
- 1931 : Déloyale (Unfaithful) de John Cromwell  : Colin Graham
- 1931 : Les Carrefours de la ville (City Streets) de Rouben Mamoulian : Big Fellow Maskal
- 1931 : The Vice Squad de John Cromwell : Stephen Lucarno
- 1931 : Women Love Once d'Edward Goodman : Julien Fields
- 1931 : Beloved Bachelor de Lloyd Corrigan : Michael Morda
- 1931 : Working Girls de Dorothy Arzner : Dr Von Schrader
- 1931 : Strictly Dishonorable de John M. Stahl : comte Gus Di Ruvo
- 1932 : No One Man de Lloyd Corrigan : Dr Karl Bemis
- 1932 : Tomorrow and Tomorrow de Richard Wallace : Dr Nicholas Faber
- 1932 : La Foudre d'en bas (Thunder Below) de Richard Wallace : Ken
- 1932 : Downstairs de Monta Bell : Albert, the Baron's Butler
- 1932 : A Passport to Hell de Frank Lloyd  : lieutenant. Kurt Kurtoff
- 1932 : Rockabye de George Cukor : Anthony De Sola
- 1933 : Grand Slam de William Dieterle : Peter Stanislavsky
- 1933 : Le Baiser devant le miroir  (The Kiss Before the Mirror) de James Whale : Dr Walter Bernsdorf
- 1933 : Secret of the Blue Room (en) de Kurt Neumann : capitaine Walter Brink
- 1933 : Sing, Sinner, Sing d'Howard Cristy : Phil Carida
- 1933 : Capturé (Captured!) de Roy Del Ruth : colonel Carl Ehrlich
- 1933 : Les Quatre filles du docteur March (Little women) de George Cukor : professeur Bhaer
- 1933 : Court-circuit (By Candlelight) de James Whale : Josef
- 1934 : The Countess of Monte Cristo (en) de Karl Freund : Rumowski
- 1934 : Fascination (Glamour) de William Wyler : Victor Banki
- 1934 : Affairs of a Gentleman d'Edwin L. Marin : Victor Gresham
- 1934 : La Sacrifiée (I Give My Love) de Karl Freund : Paul Vadja
- 1934 : La Fontaine (The Fountain) de John Cromwell : Rupert von Narwitz
- 1934 : Gift of Gab de Karl Freund : apparition caméo
- 1934 : Father Brown, Detective d'Edward Sedgwick : Flambeau
- 1935 : Un drame au casino (The Casino Murder Case) de Edwin L. Marin : Philo Vance
- 1935 : Le Tournant dangereux (Age of Indiscretion) de Edward Ludwig : Robert Lenhart
- 1935 : Les Trois Mousquetaires (The three musketeers) de Rowland V. Lee : Athos
- 1935 : La Femme traquée (I Found Stella Parish) de Mervyn LeRoy : Stephen Norman
- 1936 : Jeunesse perdue (Dodsworth) de William Wyler : Arnold Iselin
- 1936 : Quatre Femmes à la recherche du bonheur (Ladies in Love) d'Edward H. Griffith : John Barta
- 1937 : Brief Ecstasy d'Edmond T. Gréville : prof. Paul Bernardy
- 1937 : The Mutiny of the Elsinore de Roy Loockwood : Jack Pethurst
- 1937 : Espionnage de Kurt Neumann : Kronsky
- 1937 : Dîner au Ritz (Dinner at the Ritz) de Harold D. Schuster : baron Philippe de Beaufort
- 1938 : Une femme disparaît (The Lady Vanishes) d'Alfred Hitchcock : Dr Hartz of Prague
- 1939 : Les Aveux d'un espion nazi (Confessions of a Nazi Spy) d'Anatole Litvak : Dr Kassell (crédits) / Dr Karl F. Kassel
- 1939 : Capitaine Furie (Captain Fury) de Hal Roach : François Dupré
- 1940 : Le Cargo maudit (Strange cargo) de Frank Borzage : Hessler
- 1940 : The Chinese Bungalow  de George King : Yuan Sing
- 1940 : Meurtre à l'aube (A Window in London) de Herbert Mason : Zoltini
- 1940 : Le Mystère du château maudit (The Ghost Breakers) de George Marshall : Parada
- 1940 : Screen snapshots series 19, No. 9 : Sports in Hollywood de Ralph Staub (court-métrage)
- 1941 : The Monster and the Girl (en) de Stuart Heisler : W. S. Bruhl
- 1941 : They Dare Not Love de James Whale : baron von Helsing
- 1943 : Don't Be a Sucker (court-métrage)
- 1943 : Hostages de Frank Tuttle : Rheinhardt
- 1943 : Quand le jour viendra (Watch on the Rhine) de Herman Shumlin : Kurt Muller
- 1944 : Saboteur sans gloire (Uncertain glory) de Raoul Walsh : inspecteur Marcel Bonet
- 1944 : Inconnu à cette adresse (Address Unknown) de William Cameron Menzies : Martin Schulz
- 1944 : Angoisse (Experiment Perilous) de Jacques Tourneur : Nick Bederaux
- 1946 : Une nuit mouvementée (Deadline at Dawn) de Harold Clurman (en) : Gus Hoffman
- 1946 : Temptation d'Irving Pichel : Sir Meyer Isaacson
- 1947 : Whispering City de Fedor Ozep : Albert Frédéric
- 1948 : Berlin Express de Jacques Tourneur : Dr Bernhardt
- 1950 : Kim de Victor Saville : Lama
- 1950 : Sure As Fate (série TV) : narrateur (1950-51)
- 1953 : Screen snapshots: Spike Jones in Hollywood de Ralph Staub (court-métrage)
- 1954 :  Vingt mille lieues sous les mers (20000 Leagues Under the Sea) de Richard Fleischer : prof. Pierre Arronax
- 1958 : Les Racines du ciel (The Roots of Heaven) de John Huston : Saint Denis
- 1960 : Scent of Mystery de Jack Cardiff : baron Saradin
- 1962 : Tendre est la nuit (Tender is the night) d'Henry King : docteur Dohmler
- 1962 : Les Quatre Cavaliers de l'Apocalypse (Four Horsemen of the Apocalypse) de Vincente Minnelli : Karl von Hartrott
- 1963 : Les 55 Jours de Pékin (55 Days at Peking) de Nicholas Ray : Dr Steinfeldt
- 1963 : L'Idole d'Acapulco (Fun in Acapulco) de Richard Thorpe : Maximillian Dauphin
- 1965 : The Man Who Bought Paradise (TV) : colonel Von Rittner
- 1965 : Lord Jim de Richard Brooks : Stein
- 1968 : Les Corrupteurs (Sol Madrid) de Brian G. Hutton : capo Riccione
- 1970 : The Challenge (TV) : Dr Nagy

## Récompenses et distinctions
Pour le rôle de Kurt Muller dans Quand le jour viendra de Herman Shumlin :
- Oscar du meilleur acteur en 1944.
- Golden Globe du meilleur acteur en 1944
- New York Film Critics Circle du meilleur acteur en 1943.